# Baton charge

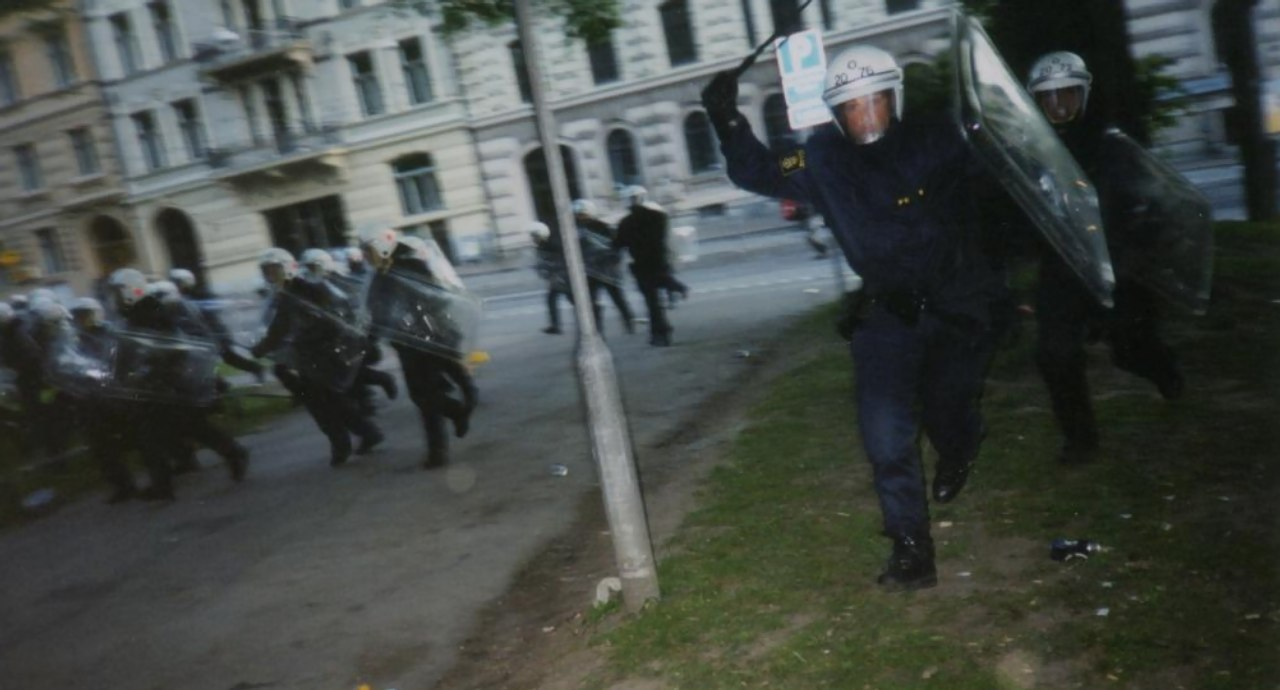
Uma baton charge durante os protestos da cúpula da UE de 2001 na Suécia

Uma baton charge, também conhecida como lathi charge, é uma tática coordenada para dispersar multidões de pessoas, normalmente utilizado pela polícia ou militares durante ordenamento de lugares públicos.
A tática envolve policiais golpeando uma multidão de pessoas com cassetetes e em alguns casos, escudos de proteção. Eles correm para a multidão acertando pessoas com seus cassetetes, e em alguns casos usam escudos de proteção para empurra lhes para longe. Golpes de cassetete é feito para causar dor ou o medo da dor, na esperança de que eles seriam compelidos a sair da cena, dispersando o público que está aglomerado.

## Sul da Ásia
No Sul da Ásia, notavelmente Índia, Bangladesh, Paquistão, e Sri Lanka, um cassetete frequentemente se chamaria um lathi. Algumas forças policiais indianas usam lathis com cerca de 5 pés (1,5 m) de tamanho, mas em outros lugares os lathis são menores. O termo lathi charge é usado na mídia indiana mais comumente do que "baton charge". Em Bangladesh, o usuário do bastão é chamado um lathiyal e  lathials que tem uma longa história de policiamento. O lathi khela é uma arte marcial tradicional Bengali.

## Hong Kong
Nos protestos de 2019-20 em Hong Kong, a unidade especial de polícia Esquadrão Tático Especial usaram as mesmas táticas e foi criticada por terem utilizado força excessiva contra a multidão e os jornalistas a fim de acabar com o protesto.

## História

### Domínio Britânico
Durante o domínio britânico na Índia, golpes de lathi eram um método comum usado pelas polícia para dispersar protestos de ativistas da independência da Índia. Em 1928, Lala Lajpat Rai foi muito machucado durante golpes de lathi, enquanto protestava contra políticas de governo. Rai subsequentemente se dirigiu a multidão e disse, "Eu declaro que as pancadas que me atingiram hoje serão as últimos pregos no caixão da domínio britânico na India". Rai morreu dos seus machucados em 17 de novembro de 1928. 

### Pós-1947
Golpes de Lathi são usados para dispersar protestantes no Sul da Ásia pelas polícias indianas, paquistanesas e Bengalesa. 